# Garcinia brevirostris
Garcinia brevirostris är en tvåhjärtbladig växtart som beskrevs av Rudolph Herman Scheffer. Garcinia brevirostris ingår i släktet Garcinia och familjen Clusiaceae. Inga underarter finns listade i Catalogue of Life.